# Horismenus corumbae
Horismenus corumbae är en stekelart som beskrevs av William Harris Ashmead 1904. Horismenus corumbae ingår i släktet Horismenus och familjen finglanssteklar. Inga underarter finns listade i Catalogue of Life.